# Obelisco dei Caduti delle Guerre d'Indipendenza

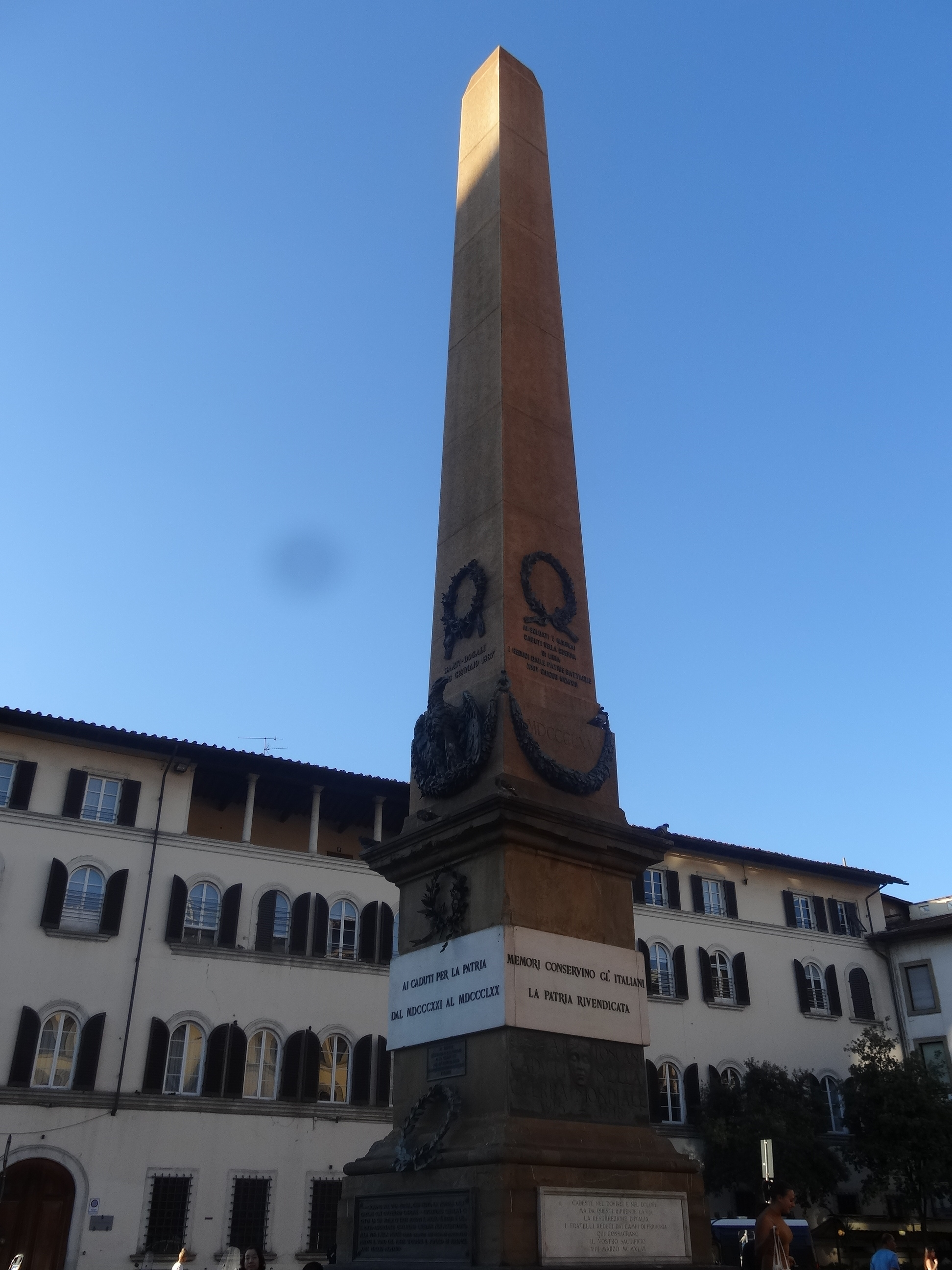
Obelisco dei Caduti delle Guerre d'Indipendenza

L'obelisco dei Caduti delle Guerre d'Indipendenza è un monumento di Firenze, situato in piazza dell'Unità italiana.

## Storia e descrizione
L'obelisco fu commissionato nel 1880 da un comitato costituito su iniziativa dell'"Associazione dei veterani delle guerre del 1848-1849" con l'intento di celebrare e ricordare i caduti per la Patria durante il Risorgimento, dal 1821 al 1870. Grazie ai contenuti costi del progetto e alle adesioni raccolte (in breve tempo il comitato accolse oltre a singoli cittadini ben venticinque associazioni umanitarie e operaie), l'impresa si concluse in breve tempo e l'obelisco, che raggiunge una altezza totale di circa quindici metri, poté essere inaugurato il 29 maggio 1882, al centro della piazza dell'Unità Italiana (già piazza Vecchia di Santa Maria Novella), che nella stessa occasione fu così denominata a celebrare la raggiunta unità della Nazione compiuta nel decennio precedente. 
Nel corso del Novecento agli elementi e alle epigrafi originarie (dettate da Augusto Franchetti) si andarono aggiungendo ulteriori iscrizione e memorie in riferimento ai caduti, tanto da far assumere all'obelisco un valore che trascende il riferimento al periodo risorgimentale. 
Il monumento originario, realizzato su progetto dell'ingegnere Giovanni Pini coadiuvato dall'architetto Riccardo Mazzanti (la firma è sul lato ovest), si compone di uno stelo composto da sette elementi in pietra lavica e poggia su un base (a sua volta elevata su un basamento a gradinata) formata da elementi alternativamente realizzati in pietraforte e pietra lavica. Sulle quattro facce, a varie altezze, sono targhe marmoree diversamente datate con iscrizioni commemorative (in parte trascritte da Francesco Bigazzi nel suo repertorio) ed elementi in bronzo (targhe, corone, festoni, un'aquila), le originarie modellate da Angelo Ambucchi, le più recenti comprendenti un rilievo opera dello scultore Delio Granchi (1994, fusione di Ferdinando Marinelli). Oltre a ricordare i Caduti delle varie guerre, specifiche memorie documentato del sacrificio di Guglielmo Oberdan, Cesare Battisti e Nazario Sauro. 
Il monumento, in precario stato di conservazione per il deterioramento fisico e chimico dei materiali lapidei che avevano portato a mancanze e fessurazioni, è stato restaurato dalla Fondazione per i Beni Culturali restArte nel 2008 (ditta esecutrice Meridiana Restauri), in previsione dei festeggiamenti per il 150º anniversario dell'Unità Italiana.

### Iscrizioni
Sull'obelisco tra le ghirlande e i festoni bronzei: «Saati-Dogali / 25-26 gennaio 1887»; sotto un'aquila bronzea; «Ai soldati e marinai / caduti nella guerra / di Libia / I reduci dalle patrie battaglie / XXIV giugno MCMXIII»; sotto «MDCCCLXX»; «Ai valorosi caduti / di Adua / I veterani 1848-49»; sotto «MDCCCXLVIII»; sull'ultimo lato «MDCCCLIX».
Sulla base, lato sud: «Ai caduti per la Patria / dal MDCCCXXI al MDCCCLXX»; sotto «Ai caduti / di Solferino e S. Martino / il 24 giugno 1859 / nel 50º anniversario / la Società reduci dalle patrie battaglie / Firenze»; «......Segnamo svr vna pietra che resti, la nostra obli / gazione con Gvglielmo Oberdan - Gvglielmo Oberdan ci / getta la sva vita e ci dice: Eccovi il pegno · l'Istria è del= / l'Italia ·  rispondiamo: Gvglielmo Oberdan noi accettiamo. / alla vita e alla morte ·  Giosve Cardvcci XXII dicembre MDCCCLXXXII / Mentre il voto del poeta si compie il popolo di Firenze / XXIX maggio MXMXVI».
Sul lato nord: «Riconoscenza di popolo innalzava / nel dì XXIX maggio MDCCCLXXXII»; «Cesare Battisti · Nazario Savro / Svlle alpi e svl mare d'Italia · Campioni magnanini / della patria ribelle allo straniero · Dall'Austria / tratti alle forche · ribadirono col martirio ·  / il patto dell'Unità nazionale · A Trento e a Pola /  · XXI lvglio - X agosto · MCMXVI · »
Sul lato est: «Memori conservino gl'Italiani / la Patria rivendicata»; «Ai Toscani / Cadvti nella / Gverra mondiale / 1915 - 1918».
Sul lato ovest: «Cadeste nel dovere e nel dolore / ma da questi riprende la via / la resurrezione d'Italia / i fratelli reduci dai campi di prigionia / qui consacrarono / il vostro sacrificio / VIII marzo MCMXLVI».